# Одли, Джеймс, 2-й барон Одли
Джеймс де Одли (англ. James de Audley; 8 января 1313 — 1 апреля 1386, Хейли, Стаффордшир, Королевство Англия) — английский аристократ и крупный землевладелец, 2-й барон Одли с 1316 года. Участник войн в Шотландии и во Франции.

## Биография
Джеймс де Одли принадлежал к знатному и богатому роду, представители которого владели землями в Шропшире и Стаффордшире с центром в замке Хейли. Его деда, Николаса де Одли, в 1297 году вызвали в парламент как лорда, но непрерывная история титула барона Одли начинается в 1313 году, когда в парламент был приглашён сын Николаса того же имени. Джеймс родился 8 января 1313 года в семье Николаса-младшего и Джоан Мартин, дочери 1-го барона Мартина, в первом браке — жены Генри де Ласи, 3-го графа Линкольна. Спустя всего три года он потерял отца и номинально унаследовал семейные владения и права на баронский титул.
Опекуном Джеймса стал Роджер Мортимер, 3-й барон Вигмор, один из самых влиятельных баронов Валлийской марки. В 1322 году он оказался в тюрьме из-за участия в мятеже, а опеку над Одли король передал Ральфу Камойсу. Однако в 1326 году Мортимер возглавил мятеж и сверг короля; Джеймс снова стал его подопечным, а в 1328 году женился на его дочери. Владения барона расширились благодаря наследству, полученному от бездетного дяди Уильяма Мартина, 2-го барона Мартина (1326), от тётки Элеоноры Мартин, леди Коламберс (1343), и кузины Элис де Ласи (1348). Теперь, помимо земель в Шропшире и Стаффордшире, они включали многочисленные поместья в Девоне, Сомерсете и других графствах Англии.
Одли участвовал в походах короля Эдуарда III в Шотландии и во Франции. В 1342 году он был комендантом Бервика на севере, в 1346 был в составе армии, совершившей шевоше по Северной Франции, и сражался при Креси. В 1348 году барон находился в Англии и на время оказался в тюрьме из-за того, что не явился в парламент по королевскому приглашению. В 1353 году Эдуард III освободил его до конца дней от обязанности заседать в парламенте. Барон умер в замке Хейли в 1386 году, в глубокой старости. Его похоронили в аббатстве Халтон.

## Семья
Одли был женат дважды. В 1328 году он женился на Джоан Мортимер, дочери Роджера Мортимера, 1-го графа Марча, и Джоан де Женевиль. В этом браке родились:
- Николас (примерно 1328—1391), 3-й барон Одли[6];
- Джоан (1331—1393), жена сэра Джона Туше, бабка 4-го барона Одли[6];
- Роджер (умер при жизни отца);
- Марджори (1351—1410/11), жена сэра Роджера Хиллари[7].

Овдовев, барон женился до конца 1351 года на Изабель ле Стрейндж, дочери Роджера ле Стрейнджа, 5-го барона Стрейнджа из Нокина. В этом браке родились:
- Марджори, жена Фулька Фиц-Уорина, 4-го барона Фицуорина[8];
- Томас[7];
- Роланд[7];
- Джеймс[7][9].